# Adenilat ciklaza
Adenilat ciklaza (ili adenilil ciklaza, adenil ciklaza) je enzim, liaza, koji katalizira pretvorbu adenozin trifosfata (ATP) u ciklički adenozin monofosfat (cAMP) i pirofosfat.
Adenilat ciklaza se nalazi u stanicama kao transmembranski protein, aktivnost je regulirana G proteinim, a nastali cAMP važan je kao tzv. sekundarnik glasnik u prijenosu signala unutar stanice.